# Comuna Fotovîj, Hluhiv
Fotovîj (în ucraineană Фотовиж) este o comună în raionul Hluhiv, regiunea Sumî, Ucraina, formată din satele Baranivka, Fotovîj (reședința) și Muraveinea.

## Demografie
Componența lingvistică a comunei Fotovîj
     Rusă (94,8%)
     Ucraineană (5,2%)
Conform recensământului din 2001, majoritatea populației comunei Fotovîj era vorbitoare de rusă (94,8%), existând în minoritate și vorbitori de ucraineană (5,2%).